# ゴム郡
ゴム郡（Qom County）は、イラン、ゴム州に属する郡。2006年には、262,313世帯・ 1,036,714人が居住していた。この郡にはJafarabad、Khalajastan、the Central、Kahak、 Salafcheganの5つの地方行政区がある。この郡にはDastjerd, Jafariyeh, Kahak,ゴム, Qanavat, Salafcheganの6つの都市がある。